# Henschel/Schumann/Siemens typ 01
Henschel-Schumann-Siemens typ 01 – typ trolejbusu produkowanego w latach 1942–1943 przez konsorcjum firm Henschel-Schumann-Siemens. Pojazd posiadał prostą konstrukcję, w której rama, szkielet nadwozia oraz jego narożniki wykonane były ze stali. Pozostałe płaskie elementy poszycia zrobiono z płyt sklejkowych. Wnętrze pojazdu zostało wyposażone spartańsko. 25 pasażerów mogło zajmować miejsca siedzące na prostych ławeczkach, które wykonane były z drewnianych listewek. Nie było tapicerki na ścianach, więc w zimie pokryte były one lodem.